# Болюк Анатолій Павлович
Анатолій Павлович Болю́к (нар. 24 серпня 1932, Ташкент) — український скульптор; член Національної спілки художників України з 1970 року.

## Біографія
Народився 24 серпня 1932 року в місті Ташкенті (нині Узбекистан). 1948 року закінчив художню студію в селі Шахринав у Таджицькій РСР.
З 1949 року працював на Чернівецькому художньо-виробничому комбінаті, з 1953 року — на Івано-Франківському художньо-виробничому комбінаті. Мешкав у Івано-Франківську в будинку на вулиці Московській, № 49, квартира № 9 та у будинку на вулиці Незалежності, № 55, квартира № 10.

## Творчість
Працював у галузі станкової і монументальної скульптури. Автор:
- пам'ятного знака Іванові Франкові у селі Нижньому Березові;

пам'ятників в Івано-Франківській області
- воїнам-односельцям у селах Річці і Марківці;
- першим комсомольцям у селі Вишковів;
- Семену Руднєву в місті Яремчому;

скульптурих портретів
- Юрія Корпанюка;
- польського художника М. Козицького (1953);
- Олекси Довбуша у селі Космачі (1956);
- Людвіга ван Бетховена у Палаці культури міста Бурштина (1969);
- Тараса Шевченка у селищі Ворохті;
- Івана Франка в Івано-Франківську (1978[3]);
- Івана Франка в селі Підпечерах[3].

Брав участь у  всесоюзних, республіканських та обласних виставках з 1959 року.